# Хьюитт, Бек
Ребе́кка Джун «Бек» Хью́итт (англ. Rebecca June «Bec» Hewitt), в девичестве — Ка́ртрайт (англ. Cartwright; 23 июля 1983, Сидней, Новый Южный Уэльс, Австралия) — австралийская актриса, певица и телеведущая. Лауреат премии «Logie Awards» (2005) в номинации «Самая популярная актриса» за роль Хэйли Смит из телесериала «Домой и в путь» (1998—2005).

## Биография
Ребекка Джун Картрайт родилась 23 июля 1983 года в Сиднее (штат Новый Южный Уэльс, Австралия) в семье Даррела и Мишель Картрайт. У Ребекки есть старшие брат и сестра — Шон Картрайт и Кристи Картрайт.

## Карьера
Бек начала свою карьеру в качестве актрисы в 1988 году, снимая в рекламных роликах. С 1992 по 2005 года она также снялась в 6-ти фильмах и телесериалах. Стала лауреат премии «Logie Awards» (2005) в номинации «Самая популярная актриса» за роль Хэйли Смит из телесериала «Домой и в путь» (1998—2005).
Также является певицей и телеведущей.

## Личная жизнь
С 21 июля 2005 года Бек замужем за теннисистом Ллейтоном Хьюиттом (род.1981), с которым она встречалась 7 месяцев до их свадьбы. У супругов есть трое детей: дочь Миа Ребекка Хьюитт (род.29.11.2005), сын Круз Ллейтон Хьюитт (род.11.12.2008) и ещё одна дочь — Ава Сидни Хьюитт (род.19.10.2010).